# Nierstein
Nierstein – miejscowość i gmina w Niemczech, w kraju związkowym Nadrenia-Palatynat, w powiecie Mainz-Bingen, wchodzi w skład gminy związkowej Rhein-Selz. Do 30 czerwca 2014 wchodziła w skład gminy związkowej Nierstein-Oppenheim.

## Współpraca
Miejscowości partnerskie:
- Freyburg (Unstrut), Saksonia-Anhalt
- Gevrey-Chambertin, Francja